# Bengt Lindoff
Bengt Inge Lennart Lindoff, född 28 mars 1969 i Lund, är en svensk matematiker och produktiv uppfinnare. Lindoff driver sedan 2017 konsultbolaget och är verksam som expert på BeammWave i Lund.

## Biografi
Bengt Lindoff växte upp i Luleå och gick ut tekniskt gymnasium i Luleå 1988. Han blev civilingenjör i elektroteknik vid Lunds tekniska högskola 1992. Han disputerade vid institutionen för matematisk statistik i september 1997.. Bengt Lindoff var 1998–2017 resp 2017-2020 forskare och uppfinnare på Ericsson respektive Huawei men sedan 2020 har han en operativ roll på BeammWave i Lund. År 2002 blev Lindoff docent i matematisk statistik vid Lunds tekniska högskola.
2017-2020 jobbade han med 5G-standardisering på Huawei i Lund. Innan dess var han verksam på forskningsavdelningen på Ericsson Mobile Platforms och Ericsson Research, där han var av de med flest patent. År 2003 blev han utnämnd till Inventor of the Year på Ericsson.